# Серпухов-13
Серпухов-13 (также в/ч Приветливая, в/ч Приветливое, в/ч 77865, 9 января 2012 переименована в в/ч 25801-13) — посёлок (закрытый военный городок Вооруженных Сил Российской Федерации) в Серпуховском районе Московской области населением ок. 750 человек.
Расположен на территории Данковского сельского поселения Московской области в 6 км на восток от г. Серпухов, в 2,5 км на восток от Федеральной автомобильной дороги М-2 «Крым» (Симферопольского шоссе) и 2 км к северу от местечка Данки.

## История
Часть основана в 1969 году, 2 сентября 2009 года торжественно отмечалось её 40-летие. 9 января 2011 переименована в в/ч 25801-13.

## Градообразующие объекты
Ранее 81 приёмный радиоцентр Генерального штаба Вооружённых Сил РФ «Селигер», располагавшийся восточнее посёлка (антенное поле батальона связи в/ч 77865).

## Командование
Командиром узла является полковник Александр Калистратович Никитин (род. 24 марта 1961 года).

## Учреждения культуры
- Клуб в/ч 77865

## Учреждения медицины
- Амбулатория «Приветливая»[9]

## Учреждение дошкольного образования
В посёлке имеется детский сад.

## Религия
Территория посёлка и воинский коллектив в/ч относятся к приходу храма Николая Чудотворца села Бутурлино.

## Кадастровый учёт
По данным публичной кадастровой карты Росреестра РФ для организации кадастрового учёта объектов недвижимости на территории посёлка и антенного поля создан кадастровый квартал № 50:32:0050201.